# Mémoire conventionnelle

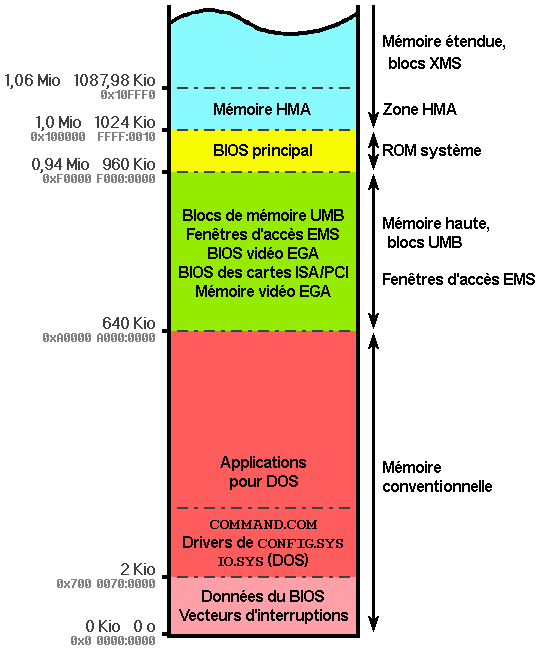
Organisation de la mémoire dans un PC

La mémoire conventionnelle correspond aux premiers 640 Kio de mémoire vive adressables par un processeur x86.
MS-DOS avant sa version 5.0 ne savait gérer que cet espace mémoire. À l'origine le processeur 8086 ne savait accéder qu'à 1 Mio d'adresses, et cette limite était levée dans le processeur 80286 qui permettait un accès à 16 Mio avec son mode protégé, puis le 80386 apporta une version améliorée du mode protégé et l'adressage 32 bit, ce qui rendit l'utilisation de la mémoire beaucoup plus simple et permit l'accès à 4 Gio.